# 瓦西里·波利亚科夫
瓦西里·伊万诺维奇·波利亚科夫（俄语：Васи́лий Ива́нович Поляко́в，1913年12月10日—2003年3月1日），苏联政治人物。

## 生平
曾任《真理报》工作人员。1962年，升任苏共中央农业部部长、苏联共产党中央委员会书记处书记。1964年，赫鲁晓夫倒台后一个月，波利亚科夫于11月在中央全会上正式被撤销职务。随之，库拉科夫被正式任命为中央委员会农业部部长，顶替了他的职位。实际上，波利亚科夫10月份就被撤职。